# Imagawa Ujiteru
Imagawa Ujiteru est un nom japonais traditionnel ; le nom de famille (ou le nom d'école), Imagawa, précède donc le prénom (ou le nom d'artiste).
Imagawa Ujiteru (今川 氏輝, 1513-7 avril 1536) est un daimyo de la période Sengoku à la tête du clan Imagawa de la province de Suruga. Son nom d'enfance était Ryuomaru (竜 王 丸). Son père était Imagawa Ujichika et sa mère était Jukei-ni (décédée en 1568). Il était le frère d' Imagawa Yoshimoto .

## Famille
- Père : Imagawa Ujichika (1473-1526)

- Frères :
  - Imagawa Higekoro
  - Imagawa Yoshimoto
  - Imagawa Yoshizane
  - Imagawa Ujitoyo

## Source de la traduction
- (en) Cet article est partiellement ou en totalité issu de l’article de Wikipédia en anglais intitulé « Imagawa Ujiteru » (voir la liste des auteurs).